# أليخاندرا لاغونيس
أليخاندرا لاغونيس سوتو رويز (بالإسبانية: Alejandra Lagunes) (من مواليد 11 ديسمبر 1971)؛ هي مراسلة مكسيكية تعمل حاليا كمنسقة للاستراتيجية الرقمية الوطنية لرئاسة المكسيك.
عملت مؤسسة مشاركة كمديرة مبيعات لشركة جوجل المكسيكية لكل من شركة ميكروسوفت وياهو، في الوقت نفسه بصفتها رئيسة صحفية تحت رئاسة ارنستو زيديلو (1994- 2000).
هي واحدة من أكثر النساء تأثيرًا في المكسيك، وفقًا لمجلات فوربس وكوين.

## حياتها المبكرةوالتعليم

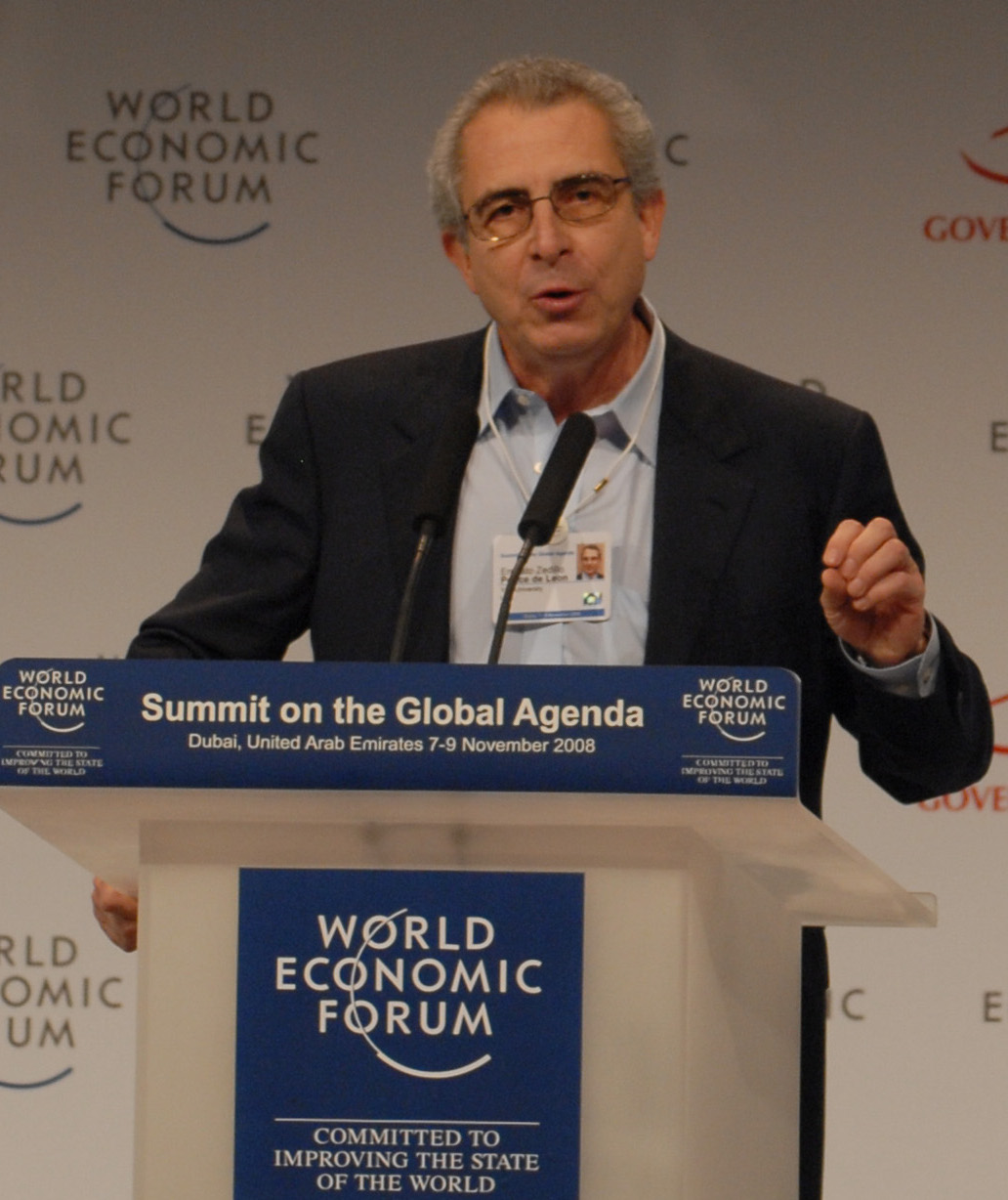
زيديللو في المنتدى الاقتصادي العالمي حول الأجندة العالمية 2008 في دبي، الإمارات العربية المتحدة.

وُلدت في ديسمبر 1971 في مكسيكو سيتي. حصلت سوتو رويز على درجة البكالوريوس في علوم الاتصال في معهد مونتيري للتكنولوجيا والتعليم العالي (1990- 1994).
بعد تخرجها، تخصصت في مجال الاتصالات السياسية، والأبحاث العامة، وعلم النفس، والسياسة العامة.
- المهنة المبكرة

خلال إدارة زيديللو (1994-2000)، كانت لاغونيس رئيسة للمكتب الصحفي لرئاسة المكسيك حتى عام 1999. منذ عام 2000 إلى عام 2005 كانت مديرة مبيعات في شركة ياهو وقادت مجال التخطيط الإستراتيجي وحسابات شبكة مايكروسوفت التنفيذية الممتازة.
في عام 2008، شاركت في تأسيس شركة جوجل المكسيكية لتوجيه المنطقة التجارية، بعد تجربتها في مجال المبيعات الميدانية.
في عام 2009، وجهت الاستراتيجية التجارية والرقمية لشركة مجموعة تيليفزا وهي شركة إعلامية مكسيكية، يرجع تاريخ تأسيسها لعام 1955، وتعد من أكبر الشركات الإعلامية في أمريكا الإسبانية.
- المناصب السياسية

خلال الانتخابات والانتقال الرئاسي في عامي 2011 و2012، نسّقت أليخاندرا لاغونيس الحملات الرقمية لعدد من المرشحين للحزب في الانتخابات الشعبية في البلاد. مثل إيروفيل أفيلا فيليغاس وانريكي بينيا نييتو في رئاسة الجمهورية.
بعد قيادتها كمنسقة للاستراتيجيات الرقمية للحزب الثوري المؤسسي حزب سياسي مكسيكي بقي في السلطة في المكسيك بأسماء متتابعة لمدة 71 سنة. في 27 يونيو 2012؛ ذكرت صحيفة الجارديان البريطانية أن أليخاندرا لاغونز هي إحدى قادة «هاندكوك». وحدة سرية وضعت مجموعة تيليفزا صورة إنريكي بينيا نييتو عن طريق إفساد منافسي الحزب في عام 2009.
لم تقوض إنجازات لاغونيس، على الرغم من أن الفضيحة حول الحملة التي تشدد على الاستخدام المزعوم لبرامج الروبوت على الشبكات الاجتماعية لتعزيز صورة إنريكي بينيا نيتو.
الذي تم تعيينه رسميًا بعد الانتخابات، عندما تم انتخاب بينيا نييتو رئيسًا منتخبًا، رئيسًا للتنسيق الاستراتيجي الرقمي الوطني الذي تم إنشاؤه حديثًا في الرئاسة المكسيكية.
في فبراير 2013، قدمت الغارديان (بالإنجليزية: The Guardian)، وهي صحيفة يومية بريطانية تأسست عام 1821، وكانت تعرف باسم «ذا مانشستر غارديان» حتى عام 1959، اعتذارًا لـ مجموعة تيليفزا، حيث أقرت بأنه لم تكن هناك محاولة لاقتراح أن المستندات التي قدموها تشكل دليلاً قاطعاً يشير إلى معلومات التحيز التي تظهرها شبكة التلفزيون الرئيسية في البلاد.
بصفتها رئيسًا للتنسيق الوطني الجديد للاستراتيجية الرقمية، كانت أليخاندرا لاغونيس مسؤولة عن تصميم «البرنامج الوطني للاستراتيجية الرقمية». مجموعة من الاستراتيجيات لحكومة رقمية تتضمن تكنولوجيا المعلومات والاتصالات لتمكين المكسيك.
في 11 سبتمبر 2011، كانت لاغونيس مسؤولة عن نشر المبادئ التوجيهية لمثل هذه المبادرة كخطوة أولى في تطوير البرنامج.
تم إطلاق أحدث خطة نهائية رسمياً من قبل الرئيس إنريكي بينيا نييتو وأليخاندرا لاغونيس في 25 نوفمبر 2013 في المتحف الوطني للأنثروبولوجيا.
حدد البرنامج خمسة أهداف هي: التحول الحكومي والاقتصاد الرقمي والتعليم الجيد والصحة العامة الشاملة والفعّالة.
بعد التصميم المقترح كمنسق للاستراتيجية الرقمية، حققت لاغونيس تنفيذ الرئيس انريكي بينيا نييتو:
• جوب ماكس: تم طرح إصدار «ألفا» من موقع الويب في النصف الأول من عام 2014 وتطوّر بحلول عام 2015 إلى إصدار «تجريبي».
• القانون الاتحادي لتكنولوجيا الإدارة.
• الأجهزة التكنولوجية المجانية لأغراض التعليم.
• «بلان دي اكشن» (2013- 2015): وهو تعهد يضم 26 مؤسسة من أجل حكومة مفتوحة وشفافة.
في الواقع، تم الاعتراف بالاستراتيجية من قبل منظمات وحكومات أخرى في جميع أنحاء العالم مثل الولايات المتحدة وأوروبا.
وتحت قيادة لاجونس، تمت مكافأة المكسيك من قبل الشراكة العالمية من أجل بيانات التنمية المستدامة في عام 2014.
أصبحت أيضًا عضوًا في معهد أمان العائلة عبر الإنترنت.

## الحياة الشخصية
تزوجت لاغونيس من السياسي رافاييل باتشيانو في عام 2005، ووكيل وزارة الإدارة السابق لحماية البيئة في سامرمانت. لديهم طفلين: روبرتا وكارولا باتشيانو لاغونز.

## روابط خارجية
- https://www.youtube.com/watch?v=N5Iy5icCDkQ
- https://www.youtube.com/watch?v=PfNCBjoce3w
- https://twitter.com/alelagunes
- https://web.archive.org/web/20131104041841/http://yopolitico.redpolitica.mx/yopolitico/view/5046bbd0-bff8-49ad-9dbd-0586c0a802cc